# Eumalacostraca
De Eumalacostraca zijn de voornaamste onderklasse van de Malacostraca. Er zijn ongeveer 22.000 beschreven soorten.

## Beschrijving
Eumalacostraca bezitten 19 segmenten, verdeeld in 5 kopsegmenten, 8 thoracale segmenten en 6 abdominale segmenten. De thoracale extremiteiten zijn geleed en worden als loop- of zwempoten gebruikt. De oorspronkelijke voorouder van de Eumalacostraca bezat waarschijnlijk een carapax zoals de meeste huidige vertegenwoordigers van deze groep.

## Taxonomie
Martin and Davis beschreven in hun classificatie van de Crustacea in 2001, drie superordes en 14 recente ordes binnen de Eumalacostraca.

## Superorden
- Eucarida Calman, 1904
- Peracarida Calman, 1904
- Syncarida Packard, 1885